# Lexikon für Theologie und Kirche
Das Lexikon für Theologie und Kirche (LThK) ist eine christlich-theologische Enzyklopädie mit einem Schwerpunkt auf den Lehren, Institutionen und Persönlichkeiten der katholischen Kirche.
Alle Ausgaben sind im Verlag Herder in Freiburg im Breisgau erschienen; die gebräuchliche wissenschaftliche Abkürzung ist LThK (mit jeweils hochgestellter Ziffer der Auflage).

## Erste Auflage 1930–1938

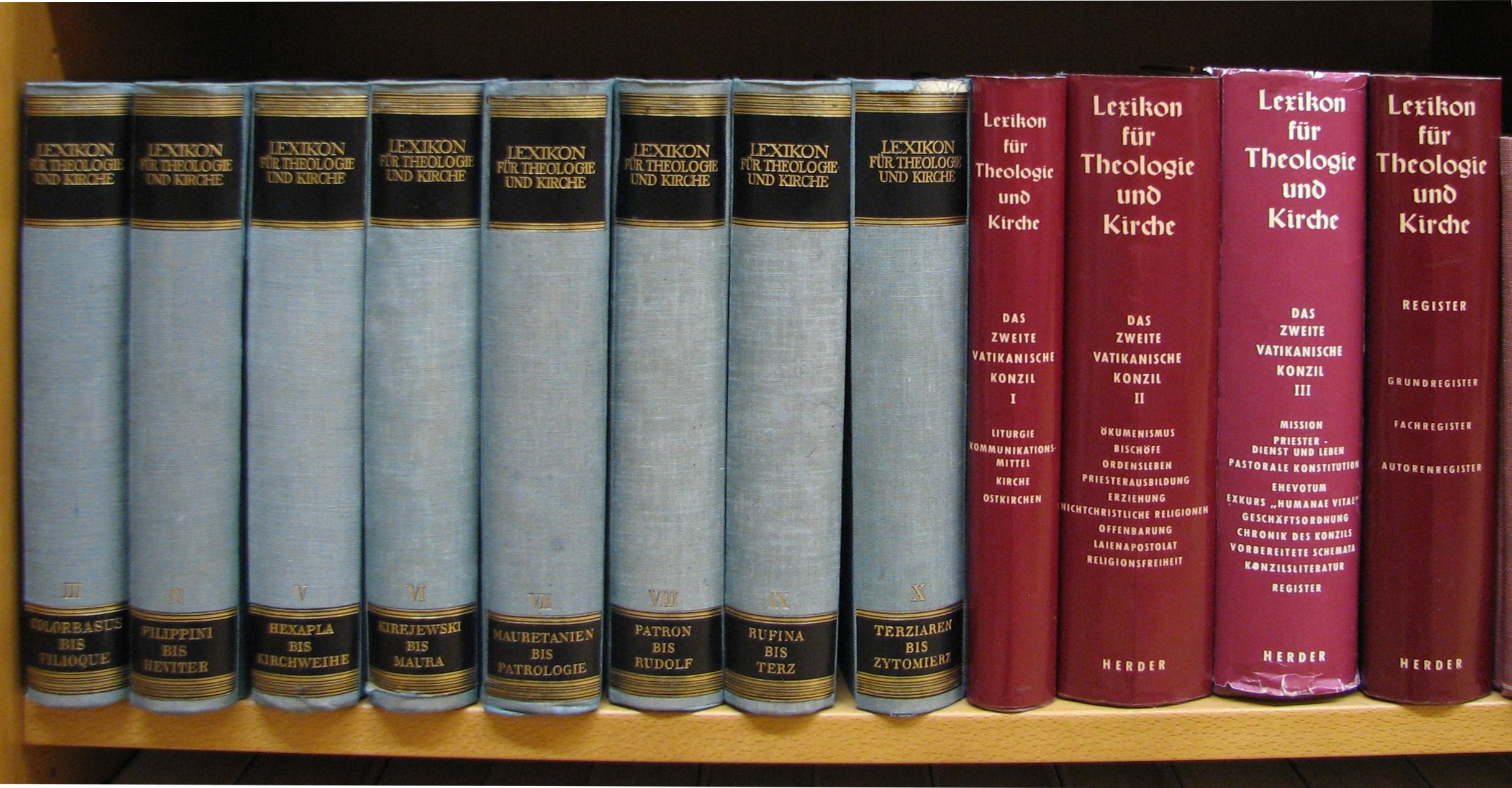
Einige Bände des LThK, 1. Auflage (blau links) mit Ergänzungsbänden der 2. Aufl. (rot rechts)

Das 10-bändige Lexikon entstand in den Jahren 1930 bis 1938 durch die vollständige Überarbeitung des älteren und nur zweibändigen Kirchlichen Handlexikons (Freiburg im Breisgau 1907/1912). Es wurde von Michael Buchberger herausgegeben, der auch das unter Mitarbeit von Karl Hilgenreiner, Joseph Schlecht und Wilhelm Koch entstandene Handlexikon verantwortet hatte. Die Herausgeber des neuen Lexikons waren darum bemüht, eine enzyklopädische Gesamtschau sämtlicher Aspekte der katholischen Kirche zu bieten. Das Lexikon für Theologie und Kirche wurde seinerzeit beworben als „Zweite, neubearbeitete Auflage des Kirchlichen Handlexikons“.

## Zweite Auflage 1957–1968
Eine zweite, vollständig überarbeitete Auflage wurde 1957 bis 1968 von Josef Höfer und Karl Rahner herausgegeben. Da diese Ausgabe in einer Phase abgeschlossen war, in der sich die katholische Kirche im Zuge des Abschlusses des Zweiten Vatikanischen Konzils in einem großen Umbruch befand, wurden im Anschluss an die zehn Lexikonbände sowie des Registerbandes drei weitere Bände mit dem Wortlaut der Konzilstexte des Zweiten Vatikanischen Konzils in lateinischer und deutscher Sprache mit ausführlichen Kommentaren dieser Texte angehängt, so dass diese Auflage inklusive Registerband 14 Bände umfasst. 1986 wurde eine preisgünstige Paperback-Ausgabe als Sonderausgabe aufgelegt (ISBN 3-451-20756-7).
Die Erscheinungsjahre der Einzelbände sind:
- Bd. 01: A bis Baronius, 1957
- Bd. 02: Barontus bis Cölestiner, 1958
- Bd. 03: Colet bis Faistenberger, 1959
- Bd. 04: Faith and Order bis Hannibaldis, 1960
- Bd. 05: Hannover bis Karterios, 1960
- Bd. 06: Karthago bis Marcellino, 1961
- Bd. 07: Marcellinus bis Paleotti, 1962
- Bd. 08: Palermo bis Roloff, 1963
- Bd. 09: Rom bis Tetzel, 1964
- Bd. 10: Teufel bis Zypern, 1965
- Bd. 11: Grundregister, Fachregister, Autorenregister, 1967
- Bd. 12: Supplementband (Konzilstexte: Liturgie, Kommunikationsmittel, Kirche, Ostkirchen), 1966
- Bd. 13: Supplementband (Konzilstexte: Ökumenismus, Bischöfe, Ordensleben, Priesterausbildung, Erziehung, nichtchristliche Religionen, Offenbarung, Laienapostolat, Religionsfreiheit), 1967
- Bd. 14: Supplementband (Konzilstexte: Mission, Priesterdienst und Leben, pastorale Konstitution, Ehevotum, Exkurs „Humanae vitae“, Geschäftsordnung, Chronik des Konzils, vorbereitete Schemata, Konzilsliteratur), 1968

Die Supplementbände mit den Konzilstexten und den jeweiligen Kommentaren wurden 2014 bei der Wissenschaftlichen Buchgesellschaft, Darmstadt, erneut herausgegeben (ISBN 978-3-534-26415-5).

## Dritte Auflage 1993–2001
Die dritte Auflage gab Walter Kasper in den Jahren 1993 bis 2001 heraus; sie besteht wiederum aus zehn Bänden sowie einem als Band 11 gezählten Register- und Ergänzungsband. Sie enthält etwa 26.000 meist kürzere Artikel auf 8.292 Seiten. 2006 erschien eine gebundene durchgesehene Sonderausgabe, 2009 eine kartonierte Sonderausgabe (ISBN 3-451-22012-1).
Die Erscheinungsjahre der Einzelbände 1 bis 11:
- Bd. 01: A bis Barcelona, 1993, ISBN 3-451-22001-6
- Bd. 02: Barclay bis Damodos, 1994, ISBN 3-451-22002-4
- Bd. 03: Dämon bis Fragmentenstreit, 1995, ISBN 3-451-22003-2
- Bd. 04: Franca bis Hermenegild, 1995, ISBN 3-451-22004-0
- Bd. 05: Hermeneutik bis Kirchengemeinschaft, 1996, ISBN 3-451-22005-9
- Bd. 06: Kirchengeschichte bis Maximianus, 1997, ISBN 3-451-22006-7
- Bd. 07: Maximilian bis Pazzi, 1998, ISBN 3-451-22007-5
- Bd. 08: Pearson bis Samuel, 1999, ISBN 3-451-22008-3
- Bd. 09: San bis Thomas, 2000, ISBN 3-451-22009-1
- Bd. 10: Thomaschristen bis Zytomyr, 2001, ISBN 3-451-22010-5
- Bd. 11: Nachträge, Register, Abkürzungsverzeichnis, 2001, ISBN 3-451-22011-3

## Bibliographische Angaben
- Lexikon für Theologie und Kirche (Neubearbeitete Auflage des Kirchlichen Handlexikons). Hrsg. von M. Buchberger. 10 Bände. Freiburg im Breisgau 1930–1938; 2. Auflage, hrsg. von J. Höfer und K. Rahner, 11 Bände, ebenda 1957–1967 (Neudruck ebenda 1986); 3., völlig neu bearbeitete Auflage, hrsg. von Walter Kasper mit Konrad Baumgartner, Horst Bürkle, Klaus Ganzer und anderen, 11 Bände, ebenda 1993–2001; Sonderausgabe 2006 (Durchgesehene Ausgabe der 3. Auflage 1993–2001, ISBN 978-3-451-22012-8); Sonderausgabe 2017 (ISBN 978-3-451-37900-0).